# Lockheed L-188 Electra
El Lockheed L-188 Electra és un avió comercial cuatrimotor turbohèlix d'ala baixa dissenyat i construït per la companyia nord-americana Lockheed Corporation entre els anys 1957 i 1961, com a resposta al requeriment de la companyia d'American Airlines d'un avió que pogués operar les rutes nacionals de curt i mig abast. El Electra es va convertir en el primer avió comercial turbohèlix produït als Estats Units, i encara que inicialment les seves vendes van ser bones, tres greus accidents ocorreguts entre 1959 i 1960 van obligar a desenvolupar un costós programa de modificació de les aeronaus per corregir un defecte en el disseny de l'avió, la qual cosa va portar al cessament de la producció del model.
Molts dels Lockheed L-188 Electra van ser convertits en avions de càrrega, i alguns d'ells segueixen en funcionament a principis de 2016, estant en servei també alguns exemplars adaptats per a la lluita contra incendis, com a avió cisterna, i fins i tot una unitat segueix funcionant com a avió de passatgers.
El model va servir de base per a l'avió de patrulla marítima Lockheed P-3 Orion, avió que segueix en servei en moltes forces aèries del planeta.

## Història
El desenvolupament del Lockheed L-188 Electra va començar l'any 1954 atenent a un requeriment de la companyia American Airlines d'un avió que pogués realitzar satisfactòriament les seves rutes de curt i mig abast. El primer prototip va realitzar el seu primer vol el 6 de desembre de 1957. Moltes altres companyies aèries es van interessar en el model, i aviat la llista de comandes aconseguia les 144 unitats. El seu primer vol comercial va ser el 12 de gener de 1959, formant part de la companyia Eastern Airlines.
No obstant això, l'optimisme de la Lockheed Corporation sobre les vendes futures del model es va veure afectat per una sèrie d'accidents ocorreguts entre 1959 i 1960 —en dos dels quals l'aeronau es va partir en ple vol—, que van provocar moltes cancel·lacions de comandes. Com a mesura preventiva, als Electra que estaven en servei se'ls van aplicar restriccions de velocitat i altitud de vol.
Després d'una llarga recerca duta a terme per Lockheed juntament amb la NASA, finalment es va descobrir que la causa de la ruptura de l'estructura de l'avió era un error en el disseny de l'estructura dels motors, els quals generaven una vibració que es transmetia per l'avió. Tota l'estructura va ser redissenyada, rebent múltiples reforços estructurals, passant totes les unitats existents del L-188 per un programa de modificacions que es va denominar LEAP (Lockheed Electra Action Program, en català: «Programa d'Acció del Lockeed Electra»), que va aconseguir solucionar el problema, i va permetre que se suspenguessin les restriccions de vol que havien de complir fins al moment.
No obstant això, la imatge del model s'havia vist seriosament danyada entre els usuaris de transport aeri dels Estats Units, sent un dels motius que van portar al seu primerenc cessament de fabricació, lliurant-se l'última unitat, un L-188C, a la companyia Garuda Indonesian Airways el dia 15 de gener de 1961.

## Operadors

### Civils
Antilles Neerlandeses
- Air ALM

 Austràlia
- Ansett Airlines
- Qantas
- Trans Austràlia Airlines

 Àustria
- Amerer Air

 Bolívia
- Lloyd Aeri Bolivià

 Brasil
- VARIG

Canadà
- Air Spray (Lluita aèria contraincendis)
- Buffalo Airways
- Conair Group (Lluita aèria contraincendis)
- Northwest Territorial Airways
- Nordair

 Colòmbia
- SAM Colòmbia
- Aerocondor Colòmbia

 Congo
- Trans Service Airlift

 Costa Rica
- LACSA

 Equador
- Equatoriana d'Aviació
- TAME

 El Salvador
- TACA International Airlines

Estats Units d'Amèrica
- Air Califòrnia
- Air Florida
- Air Holiday
- American Airlines
- Braniff Airways
- Denver Ports of Call
- Eastern Airlines
- Evergreen International Airlines
- Federal Aviation Administration
- Fairbanks Air Service
- Great Northern Airlines
- Hawaiian Airlines
- Intermountain Airlines
- Johnson International Airlines
- McCulloch International Airlines
- NASA
- National Airlines
- Northwest Orient
- Overseas National Airways
- Pacific Southwest Airlines
- Reeve Aleutian Airways
- Saturn Airways
- Shillelagh Travel Club
- Southeast Airlines
- TPI International Airways
- Western Air Lines
- Zantop International Airlines

Filipines
- Air Manila International

 Guyana
- Guyana Airways

 Hondures
- SAHSA

Hong Kong
- Cathay Pacific Airways

Islàndia
- Loftlei∂anar Icelandic Airlines

 Indonèsia
- Garuda Indonèsia Airlines
- Mandala Airlines

 Irlanda
- Hunting Càrrec Airlines (Ireland) Ltd

 Laos
- Royal Air Lao

Mèxic
- Banc de Mèxic (Avió corporatiu)

 Noruega
- Fred Olsen Air Transport

Nova Zelanda
- Air New Zealand
- TEAL

Països Baixos
- KLM

Panamà
- Copa Airlines

 Paraguai
- Línies Aèries Paraguaianes

 Perú
- LANSA

Regne Unit
- Air Bridge Carriers
- Atlantic Airlines
- Channel Express

Sant Tomé i Princep
Suècia
- Falcon Air

Taiwan
- Winner Airways (Un 188A arrendat a Eastern Air Lines durant dos mesos en 1970)

 Zaire
- Karibu Airways
- Trans Service Airlift

### Militars
Argentina
- Armada Argentina - Vuit L-188PF des de 1973 a 2008.[5]

 Bolívia
- Força Aèria Boliviana

 Equador
- TAME

 Hondures
- Força Aèria Hondurenya - Un 188A des de 1979.

Mèxic
- Força Aèria Mexicana - Un 188A des de 1978 fins a 1987.

Panamà
- Força Aèria Panamenya - Un 188C des de 1973 fins a 1984.

### Comandes
Model 188A
- Eastern Airlines va ordenar 40 188A, els quals van ser lliurats entre novembre de 1958 i agost de 1959, els últims 5 convertits a 188C.
- American Airlines va ordenar 35 188A, els quals van ser lliurats entre novembre de 1958 i març de 1960.
- National Airlines va ordenar 14 188A, els quals van ser lliurats entre abril de 1959 i gener de 1961.
- Ansett-ANA va ordenar 3 188A, els quals van ser lliurats al febrer de 1959, abril de 1959 i febrer de 1960.
- Braniff va ordenar 9 188A, els quals van ser lliurats entre abril de 1959 i gener de 1960.
- Western Airlines va ordenar 12 188A, els quals van ser lliurats entre maig de 1959 i febrer de 1961.
- Trans Austràlia Airlines va ordenar 3 188A, els quals van ser lliurats entre juny de 1959 i agost de 1960.
- General Motors va ordenar un 188A, el qual va ser lliurat al juliol de 1958.

Model 188C
- Northwest Orient Airlines va ordenar 18 188C, els quals van ser lliurats entre juliol de 1959 i juny de 1961.
- Pacific Southwest Airlines va ordenar 3 188C, els quals van ser lliurats entre novembre i desembre de 1959.
- Capital Airlines va ordenar 5 188C, però posteriorment va cancel·lar la comanda.
- Qantas va ordenar 4 188C, els quals van ser lliurats entre octubre i desembre de 1959.
- KLM va ordenar 12 188C, els quals van ser lliurats entre setembre de 1959 i desembre de 1960.
- Tasman Empire Airways va ordenar 3 188C, els quals van ser lliurats entre octubre i desembre de 1959.
- Garuda va ordenar 3 188C, els quals van ser lliurats al gener de 1961.

## Accidents i incidents
Del total de 170 Electras construïts, al juny de 2011, 58 havien estat retirats a causa de col·lisions i altres accidents.
- 3 de febrer de 1959: el Vol 320 de American Airlines en ruta des de Chicago a Nova York es va estavellar durant l'aproximació, matant a 65 de les 73 persones a bord.
- 29 de setembre de 1959: Un Electra de Braniff (Vol 542 de Braniff) es va estavellar en Buffalo (Texas) en ruta a Dallas (Texas) des de Houston (Texas). Els vint-i-nou passatgers i cinc tripulants van morir en l'accident. L'Oficina d'Aeronàutica Civil va basar l'accident en la teoria de propulsió "whirl-mode" i en una separació de l'ala en vol.
- 17 de març de 1960: Un Electra operat com a vol 710 de Northwest Orient, en ruta des de Chicago (Ilinois) a Miami (Florida), es va fraccionar en vol sobre Perry County (Indiana), en el segon accident "whirl-mode". Les 63 persones a bord van morir (57 passatgers i sis tripulants).
- 4 d'octubre de 1960: el Vol 375 de Eastern Air Lines es va estavellar durant l'enlairament en l'Aeroport Internacional de Boston a Boston (Massachusetts), matant a 62 de les 72 persones que viatjaven a bord. L'accident va ser investigat i es va concloure que el motiu va ser la ingestió d'aus per tres dels motors en lloc d'una fallada estructural.
- 12 de juny de 1961: el Vol 823 de KLM es va estavellar en les proximitats de la pista del Caire matant a 20 de les 36 persones a bord.
- 17 de setembre de 1961: el Vol 706 de Northwest Orient Airlines es va estavellar en enlairament en l'Aeroport Internacional O'Hare de Chicago, matant a les 37 persones a bord. Es va concloure que el motiu de l'accident va ser una fallada mecànica en el sistema de control primari de l'ala a causa d'un reemplaçament inadequat de l'assemblatge de la bomba de l'ala.
- 22 d'abril de 1966: el Vol 280 de American Flyers va col·lisionar amb un pujol durant la seva aproximació a l'Aeroport Municipal de Ardmore, matant als cinc tripulants i a 78 dels 93 passatgers a bord.
- 16 de febrer de 1967: el Vol 708 de Garuda Indonèsia Airways es va estavellar mentre intentava aterrar en l'Aeroport de Rajat-Sam Ratulangi. 22 dels 92 passatgers i tripulants a bord van morir. Es va resoldre que l'accident va ser a causa d'una tècnica poc ortodoxa d'aterratge amb un resultat d'una taxa de descens excessiva durant la presa. La meteorologia adversa al moment de l'aterratge va ser un factor que va contribuir a l'accident.
- 3 de maig de 1968: el Vol 352 de Braniff, que estava en ruta entre Houston i Dallas, es va desintegrar sobre Dawson, Texas. Els 80 passatgers i tripulants van morir. Aquest es va convertir en el pitjor desastre a Texas en aquell moment. La causa probable va ser donada per la NTSB va ser una càrrega excessiva sobre l'estructura de l'avió mentre s'intentava recuperar d'una altitud inusual provocant la pèrdua de control en turbulències amb tempestes; l'operació a la zona de turbulències va ser una decisió donada coneixent les severes condicions meteorològiques a la zona.
- 9 d'agost de 1970: el Vol 502 de LANSA es va estavellar poc després de desenganxar, matant a 99 de les 100 persones a bord, a més d'altres dues persones en terra.
- 24 de desembre de 1971: el Vol 508 de LANSA, que es trobava en ruta des de Lima a Pucallpa, va entrar en una zona de fortes turbulències i llampecs i es va desintegrar a la meitat de l'aire a causa d'una fallada estructural després de l'impacte d'un raig i el posterior incendi. De les 92 persones a bord, 91 van morir. Una passatgera, Juliane Kopcke, va sobreviure a l'impacte.
- 27 d'agost de 1973: Accident aeri del HK 777 de Aerocóndor; un L-188A de Aerocóndor després de desenganxar de la pista 12 de l'aeroport internacional El Dorado de Bogotà, es va estavellar en el turó El Cable. Les 42 persones a bord van morir.
- 4 de juny de 1976: un Air Manila L-188A (RP-C1061) es va estavellar després de desenganxar de la Base Aeronaval de Guam, matant a les seves 45 ocupants i una persona en terra.
- 18 de novembre de 1979: un L-188 (N859O) de Transamerica Airlines, operant un vol per a l'exèrcit nord-americà (Logair 3N18) des de la Base de la Força Aèria d'Hill, es va estavellar prop de l'aeroport de Salt Lake City, Utah. Mentre ascendia de 12.000 a 13.000 ft, va perdre tota la potència elèctrica; la tripulació va sol·licitar un descens immediat. L'avió va aconseguir una velocitat molt alta i una taxa de descens molt elevada i l'avió es va desintegrar en vol matant als tres tripulants. La recerca NTSB va sostenir que la causa probable va ser uns errors progressius del sistema elèctric de l'avió que ho va portar a una configuració incorrecta o desconnexió del sistema d'instruments de vol i il·luminació crítics. Com a resultat la tripulació es va mostrar desorientada i va perdre el control de l'avió. La tripulació es va esforçar per recuperar el control de l'avió imposant-li traccions que van excedir els límits de disseny i va causar la fractura de l'aeronau en vol.
- 8 de juny de 1983: una hèlix del Vol 8 de Reeve Aleutian Airways es va separar de l'avió i va produir una bretxa en el fuselatge sobre l'oceà Pacífic causant una descompressió explosiva i pèrdua de control. Els pilots les hi van enginyar per aterrar sense problemes en Anchorage, Alaska i els quinze passatgers i tripulants van sobreviure. Atès que l'hèlix va caure al mar la causa de la separació no s'ha pogut determinar la causa de l'incident.
- 30 de maig de 1984: el vol 931 de Zantop International Airlines, un Lockheed L-188AF Electra (N5523) volava serveis regulars de càrrega des de l'aeroport internacional de Baltimore/Washington (BWI) a l'aeroport de Detroit-Willow Run (YIP), es va estavellar en Chalkhill, Pennsilvània matant als tres tripulants i al passatger convidat. Mentre es trobaven a FL220, a les 01:44AM aproximadament, l'avió va entrar en una actitud inusual poc després d'un canvi de rumb. Durant els esforços per recuperar l'avió els pilots van sotmetre el fuselatge a forces majors a les aptes per al disseny de l'avió i l'avió es va trencar en l'aire. NTSB va informar que els problemes en vol amb els giroscopis de l'avió va provocar conflictes en les dades de comportament per a la tripulació de vol al moment del problema i això, combinat amb una falta d'ajudes visuals, va contribuir a les causes de l'accident.
- 21 de gener de 1985: El Vol 203 de Galaxy Airlines en operació xàrter es va estavellar poc després de desenganxar de l'Aeroport Internacional de Ren-Cannon en ruta a Minneapolis, Minnesota amb 71 persones a bord.
- 20 de desembre de 1989: Un Electra L-188I pertanyent a l'Armada Argentina amb 23 persones a bord s'estavella a la base aèria de Trelew.[6]
- 18 de desembre de 1995: Un sobrecarregat L-188C de Trans Service Airlift es va estavellar prop de Cahungula, Angola amb la pèrdua de 141 dels 144 ocupants.

## Especificacions (Model 188A)

### Característiques generals
- Tripulació: Cinc (tres en cabina de vol)
- Capacitat: 98 passatgers.
- Càrrega: 33.800lb (7.938 kg)
- Longitud: 31,85m
- Envergadura: 30,18m
- Alçada: 10m
- Pes buit: 57.383,3 lb (26.036 kg)
- Pes màxim per enlairament: 112.968 lb (51.256 kg)

Rendiment
- Velocitat màxima operativa (Vno) :721 km/h (448 MPH ; 389 kt) a 12.000 ft (3.660 m)
- Velocitat creuer Vc: 600 km/h (373 MPH; 324 kt)
- Abast: 3540 km (1911 nmi ; 2200 mi) sense carrega; 2.409 nmi, 2.770 mi, 4.455 km amb 17.500 lb (7.938 kg) de càrrega.
- Sostre de vol: 9753m (31.998ft)
- Règim d'ascens: 10 m/s (1968 ft/min)

- Velocitat creuer (Vc): 600 km/h (373 MPH; 324 kt)
- Abast: 3540 km (1911 nmi; 2200 mi) con carga de pago máxima; 2.409 nmi, 2.770 mi, 4.455 km con 17.500 lb (7.938 kg) de carga de pago
- Sostre de vol: 9753 m (31 998 ft)
- Règim d'ascens: 10 m/s (1968 ft/min)

### Desenvolupaments relacionats
- Lockheed P-3 Orion
- Lockheed CP-140 Aurora
- Lockheed P-7

### Aeronaus similars
- Bristol Britannia
- Vickers Viscount
- Antonov An-10
- Ilyushin Il-18
- Tupolev Tu-11

### Seqüències de designació
Avions civils de Lockheed:
- Vega (1928)
- Model 10 Electra (1935)
- Lodestar (1940)
- Constellation (1943)
- L-188 Electra (1956)
- L-1329 JetStar (1961)
- L-100 Hercules (1965)
- L-1011 TriStar (1970)